# 지방도 제1026호선
지방도 제1026호선(산청 ~ 오부선)은 경상남도 산청군 산청읍 산청 교차로와 합천군 대양면 정양삼거리를 잇는 경상남도의 지방도이다.
경상남도 산청군 산청 교차로에서 국도 제3호선과 교차하며 시작된다. 산청군 차황면과 합천군 대병면 사이는 본래 미개통 구간이었으나 2009년 9월에 황매산터널이 개통되면서 이어졌다. 합천군 용주면 ~ 대병면 구간은 1차로로 되어 있으며, 합천군 대양면 정양리 정양삼거리에서 끝난다. 용주면 황계폭포와 대병면 합천댐, 황매산을 경유하는 것이 특징이다.

## 연혁
- 1988년 12월 26일 : 합천댐 건설로 인해 합천군 대병면 회양리 구간 이설[1]
- 2000년 5월 26일 : 평산 굴곡도로(합천군 용주면 용지리 ~ 평산리) 600m 구간 개량 개통[2]
- 2003년 2월 20일 : 노선 폐지 및 재지정[3][4]
- 2009년 9월 28일 : 산청군 차황면 장박리 ~ 합천군 대병면 하금리 (황매산터널) 구간 7.26km 개통[5]
- 2009년 10월 15일 : 지방도 노선 조정으로 기점을 산청군 오부면 양촌리에서 산청읍 지리 (산청 교차로)로 연장해 총 연장이 43.6km에서 48.2km로 변경[6]

## 주요 경유지
- 산청군
  - 산청읍 산청 교차로 - 산청교 - 산청농공단지 - 차탄리
  - 오부면 양촌리 - 오곡교 - 오부면사무소 - 오부치안센터 - 오성보건진료소 - 내곡리 - 오전리 - 오전교 - 오부초등학교 - 대현교 - 대현삼거리 - 대현리
  - 차황면 장박리 - 삼거교 - (장박) - 장박교 - 황매산터널 (987m)

- 합천군
  - 대병면 황매산터널 (987m) - 황매1교 - 황매2교 - 하금리 - 하금교 - 유전리 - 회양리 - 합천호회양관광단지 - 회양삼거리 - 합천호 나들목 - 양리삼거리 - 양리 - 장단리 - 성리삼거리 - 성리2교 - 성리 - 성리교
  - 용주면 황계리 - 장전초등학교(폐교) - 장전리 - 평산리 - 용주초등학교 - 용주면사무소 - 용지리 - 용지삼거리 - 손목교 - 손목리 - 성산리 - 성산교
  - 대양면 정양삼거리

## 중복 구간
- 산청군 차황면 삼거교 동단 ~ (장박) : 국도 제59호선과 중복
- 합천군 대병면 하금교 서단 ~ 양리삼거리 : 지방도 제1089호선과 중복

## 도로명
- 산청군 산청읍 산청 교차로 ~ 오부면 오부치안센터 : 산수로
- 산청군 오부면 오부치안센터 ~ 차황면 삼거교 동단 : 오동로
- 산청군 차황면 삼거교 동단 ~ (장박) : 신차로
- 산청군 차황면 (장박) ~ 합천군 대병면 하금교 서단 : 차황대병로
- 합천군 대병면 하금교 서단 ~ 양리삼거리 : 서부로
- 합천군 대병면 양리삼거리 ~ 성리삼거리 : 대병3산로
- 합천군 대병면 성리삼거리 ~ 대양면 정양삼거리 : 황계폭포로